# Ki-102 (戰鬥機)
川崎Ki-102战斗机是第二次世界大战期间日军的一种双座双引擎重型战斗机，用以取代Ki-45战斗机"屠龍"。原计划共有三种机型：Ki-102甲型昼间战斗机，Ki-102乙型攻击机以及Ki-102丙型夜間戰鬥機。盟军对其二战期间盟军给日军飞机赋予的代号为兰迪（Randy）。该机型由川崎航空机研发制造，并由土井武夫、根本毅设计。
该机型雖未正式被命名，但是非官方的称谓有四式襲擊機、五式複座戰鬥機、五式雙發襲擊機等等，而从官方文書上留存的紀錄稱之為五式雙來看，冠以年号而被稱為五式的可能性極高。

## 研發
1943年4月，陸軍提出以Ki-45改良型Ki-96為基礎，进行雙座攻击机的開發，這就是Ki-102。同年6月，又指示在同一機體基礎上，開發可以高空作戰的戰鬥機，并将其命名為Ki-102甲。而攻擊機型則是称为Ki-102乙。
土井武夫為该机型主要設計者，1944年1月完成了乙型的設計，並在1944年3月建成1號原型機。甲型机于1944年1月開始設計，同年4月完成了設計。因為在六月時，預定要使用的Ha-112 II Ru引擎(附有渦輪增壓器)才剛完成，所以就將此引擎安裝於增加試作機上，做為甲型的原型機開始進行測試。另外，1~3號原型機原本預定为乙型，但是因為甲型的審查較為急迫，所以就先行审查甲型原型機。

## 衍生型

### Ki-102乙
攻击机型1號原型机于1944年3月完成，最後共製作了3架原型機與20架改进型飞機。并于同年7月完成了基本審查流程，在川崎明石工廠開始進行量產。雖然其基本上是双座版Ki-96，不過它的引擎部位造型更加洗練。
武裝就當時的戰機來說相當強力，機首裝備了57mm機炮(Ho401)以外，還安裝了20mm機砲(Ho5 二式二十公厘機關炮)2門與12.7mm機砲(Ho103 一式十二・七公厘固定機關砲)1門，還可以搭載最大500kg的炸彈。基本性能雖然算是相當良好，但是實際配屬到部隊之後，卻被指出有起飛時方向穩定性不佳的問題。關於這點，後來則做出了將尾輪支柱延長100mm的應急處理。真正的處理應該是計畫將機身整個延長才對，但是一直到終戰為止都沒有進行。
本機雖然一直都沒被賦予制式名稱，但是卻有相當數量的攻擊機配置到第一線的飛行戰隊等實戰部隊中運用。但是這些部隊卻收到來自上面司令部的命令，將機體留存到本土決戰中才要使用的關係，除了很小一部分以外均未能參與實戰。在這些配置的部隊中，有些部隊將本機稱為四式攻擊機。另外，從1945年(昭和20年)6月左右開始，為了補足一直未能夠真正實用化的甲型，也當作能活用其重武裝的防空用戰機來加以使用。包含被當做戰鬥機來使用的甲型在內，也有機身塗為黑色當作夜間戰鬥機使用，被稱為五式戰鬥機的例子存在。到終戰為止已經除了試作機、增加試作機之外，一共生產了215機。而被改造成甲型以及Ki-108的機體也包含在內。

### Ki-102甲
高高度戰鬥機型（Ki-102甲）于1944年6月完成了1號原型機。之後完成了1架具有渦輪增壓器的機體，與3架不具渦輪增壓器的機體來進行實用審查。但到11月時，陸軍發出緊急增產命令，川崎便將在明石工廠生產的乙型机運至岐阜工廠改裝成甲型，到二战结束為止一共改造了25架。
本機與乙型幾乎是同一款機種，差別只在安裝了渦輪增壓器的引擎，以及安裝於機首的57mm機砲換成37mm機砲（Ho 204）。雖然在陸軍航空審査部的審查中有參加對於B-29的迎擊作戰而獲得戰果，但是因為渦輪增壓的運作不良而無法達成令人滿意的活躍。改造出來的25架之中，陸軍接受了其中的15架，剩下的10架因為渦輪的狀況不佳而無法接收。

### Ki-102丙
1944年11月，陸軍下令川崎進行高高度戰鬥機夜間型的開發，是为Ki-102丙。其安装有夜間戰鬥機所必需的雷達以及傾斜式機砲。另外，也計畫对Ki-102甲、乙的機體做大幅修改以提升其飛行性能。
座艙之中是只有一名飛行員的單座，通訊士是坐在位於主翼後緣之後的機身內配置的小小座艙罩，以及在機身側面開啟的窗來獲得視野，乍看之下像是單座機。因此從外觀上看起來像是與甲、乙型不同的機種。從1944年底開始進行2架試作，但是在1945年6月底接近完成時，因為空襲而損壞，而在修理中迎接了戰爭結束。

## 脚注
1. ↑  『東海軍管区航空兵器現状表』アジア歴史資料センター・レファレンスコードA03032135000
2. ↑  歴史群像『太平洋戦史シリーズ日本陸軍軍用機パーフェクトガイド』学習研究社、2005年、ISBN 4-05-603757-4
3. ↑  渡辺洋二『未知の剣　陸軍テストパイロットの戦場』文春文庫、新装版、2002年